# Пекос
Пекос (на английски: Pecos River), (на испански: Rio Pecos) е река в САЩ, един от основните притоци на река Рио Гранде. Извира от западния склон на планината Санта Фе в окръг Мора, Ню Мексико. Тече в южна посока през цяло източно Ню Мексико, навлиза в Тексас и се влива в Рио Гранде в изкуственото езеро Амистад. Реката е дълга 1490 km и отводнява област от 115 000 km2. Повечето от нейните притоци текат от запад. По-значими са: Галинас, Рио Хондо, Рио Феликс, Рио Пеняско, Делауеър, Индипендънс Крийк, Тоя Крийк и Команче Крийк. Вливайки се в Пекос от изток, са притоците Аламогордо, Тайбан и Хауърд.
Топографията на речната долина варира от планински пасища на север с надморска височина над 13 000 фута, до ливади, напоявани земеделски земи, пустини с рядка растителност, а в долната част до дълбоки каньони. Основни градове по реката в Ню Мексико са Санта Роса, Форт Съмнър, Розуел, Артезия и Карлсбад, а в Тексас, главният град на реката е Пекос в окръг Рийвс. В началото на 1990-те години нито едно от тези населени места не е имало повече от 40 000 жители. Част от Пермския басейн, в долината на реката се добива нефт, сяра и поташ.
Пекос служи като източна граница на най-планинския и сух район на Тексас, известен като Транс-Пекос. Шефилд в източната част на окръг Пекос, до устието реката минава през дълбок пролом, който отдавна представлява пречка за транспорта и за напояването на региона. Проблема с напояването е решен донякъде с построяването на язовира Ред Блъф през 1936 г.
Най-ранните известни заселници по протежението на реката са индианците пуеблоси пекос, които пристигат около 800 г. Предполага се, че първият европеец, който пресича реката е Франсиско Васкес де Коронадо, който пристига в областта през 1541 г. През 1583 г. Антонио де Еспехо нарича реката Рио де лас Вакас („реката на кравите“), поради огромния брой на бизоните в околността. Гаспар Кастано де Соса, който пътува по Пекос на север я нарекъл „Рио саладо“, заради соления вкус на водата. Според Адолф Ф. Банделиер, името Пекос се появява за първи път в докладите на Хуан де Онате, отнасящо се до индианското пуебло Пекос, което е с неизвестен произход. За мексиканците реката отдавна е известна като Рио Пуерко („мръсна река“). Най-ранното европейско селище в басейна на реката е основано през 1794 г., Сан Мигел дел Бадо в горната част на Пекос. С англо-американската окупация на Тексас, средната и горната част на долината на реката става главен път за добитъка на север, както и мястото на няколко известни ферми за добитък. Малка църковна група се заселва в Сент Гол, Тексас през 1845 г., а Форт Ланкастър е построен близо до реката през 1855 г. Освен заселването около крепостта, най-ранното селище на англоамериканци е Пекос, основан през 1881 г., когато железниците преминават през западен Тексас.